# 桑德斯岩
桑德斯岩（英語：Saunders Rock）是南極洲的岩石，位於瑪麗伯德地，處於菲利峰西北面6公里，屬於威斯康辛山脈的一部分，美國地質調查局根據測量和美國海軍拍攝的空中照片繪入地圖，現時由南極條約體系管理。